# 薩默塞特公爵夫人伊麗莎白·西摩

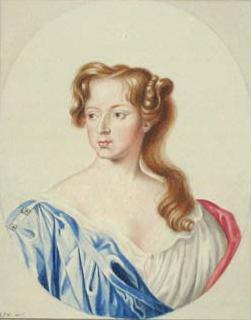
伊丽莎白珀西夫人，乔治哈丁所著

伊丽莎白·西摩，萨默塞特公爵夫人（Elizabeth Seymour, Duchess of Somerset，1667年1月26日—1722年11月23/24日）是英國貴族珀西家族的成員，第十一代諾森伯蘭伯爵約瑟林·珀西唯一幸存的孩子和財產繼承人。在婚前被稱為伊丽莎白·珀西女爵（Lady Elizabeth Percy）。她先是嫁給了紐卡斯爾公爵亨利·卡文迪許的兒子奧格爾伯爵亨利·卡文迪許，隨後與托馬斯·蒂恩（Thomas Thynne）再婚；在兩任丈夫皆早逝後伊麗莎白嫁給了薩默塞特公爵查爾斯·西摩。
伊丽莎白夫人是安妮女王最亲密的私人朋友之一，这导致她成為乔纳森·斯威夫特的讽刺作品《温莎预言》的目標，其中她被称为「胡萝卜」。

## 婚姻和孩子
她一共结过三次婚，只在第三次婚姻时生了孩子：

### 亨利·卡文迪什，奥格尔伯爵
1679 年 3 月 27 日，她 12 岁时嫁给了 20 岁的奥格尔伯爵亨利·卡文迪许（1659 年 – 1680 年 11 月 1 日），他是第二代纽卡斯尔公爵亨利·卡文迪许的独生子和继承人，根据婚姻协议采用了珀西的姓氏来代替他的父名。 然而，他于次年去世，并被埋葬在佩特沃斯 珀西 席位的教区教堂内。奥格尔伯爵亨利主要因这段短暂的婚姻而被人们铭记。他们结婚时她只有十二岁，一年后就守寡了。鉴于她的年龄，这桩婚姻不太可能圆房。 

### 托马斯·泰恩
1681年11月15日，14岁的她嫁给了威尔特郡朗利特的托马斯·蒂恩(死于1682年)，他因收入丰厚而被称为“万人中的汤姆”，他是韦茅斯第一代子伯爵托马斯·蒂恩的亲戚。次年2月，他在蓓尔美尔街被三名男子谋杀，据称是瑞典伯爵卡尔·约翰·冯·柯尼格斯马克的命令，他在谣传伊丽莎白的婚姻不幸福后开始追捕她。在伊丽莎白的余生中，她的敌人不断散布谣言，说她煽动了这场谋杀。真正的凶手被处以绞刑，但是国王马克作为犯罪的从犯被宣告无罪，尽管公众普遍反对他。这段婚姻中没有孩子。

### 查尔斯·西摩，第六代萨默塞特公爵

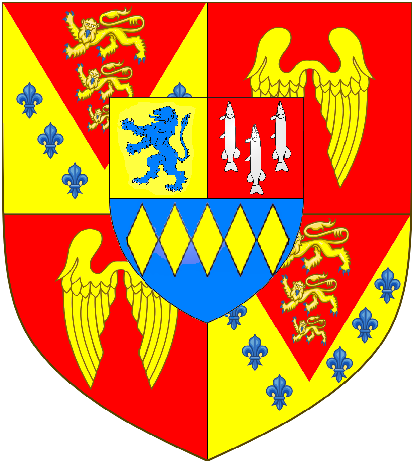
第六世萨默塞特公爵查尔斯·西摩的纹章:萨默塞特公爵西摩的纹章，饰有珀西的伪装纹章，四分之三的纹章:第一:或者，一只凶猛的天蓝色狮子(珀西现代版/布拉班特);第二种:红色，三种露西金色(德露西);第三种:天蓝色，五个刚毛连在一起(古代珀西)。佩特沃斯宅邸大理石大厅的壁炉架上雕刻的编组图

1682 年 5 月 30 日，15 岁的伊丽莎白在托马斯·辛恩 (Thomas Thynne) 去世五个月后与 20 岁的查尔斯·西摩 (Charles Seymour) 结婚，查尔斯·西摩是威尔特郡马尔伯勒城堡的第六代萨默塞特公爵，因此成为萨默塞特公爵夫人。婚后不久，他以富丽堂皇的风格重建了她父亲在苏塞克斯的主宅佩特沃斯宅邸。据说这段婚姻并不幸福：虽然她给公爵带来了巨大的财富，但她没有得到任何感情或感激作为回报。她与公爵有以下孩子：
- 查尔斯·萨默塞特 (Charles Somerset)，赫里福德伯爵（1683 年 3 月 22 日受洗 – 1683 年 8 月 26 日之前去世），早夭。
- 阿尔吉农·西摩，第七代萨默塞特公爵（1684 年 11 月 11 日 - 1749 年 2 月 7 日），长子和继承人。他唯一的女儿和唯一的继承人，伊丽莎白·西摩夫人， suo jure男爵夫人珀西，与她的丈夫休·史密森爵士，第四代男爵（死于 1786 年）（1749 年采用珀西姓氏，1766 年被封为诺森伯兰公爵）继承了一半财产伟大的珀西庄园，包括阿尼克城堡和西昂故居。
- 珀西·西摩未婚而死。
- 伊丽莎白·西摩夫人（1685–1734 年 4 月 2 日），第八代托蒙德伯爵亨利·奥布赖恩(1688–1741) 的妻子，没有孩子。他选择的继承人是埃塞克斯郡肖特格罗夫的第一代索蒙德伯爵珀西·温德姆-奥布莱恩，他采用了奥布莱恩姓氏，并被提升为贵族。
- 凯瑟琳·西摩夫人（1693 年 – 1731 年 4 月 9 日），威廉·温德姆爵士的妻子，萨默塞特郡乌节温德姆的第三代男爵（约 1688 年 – 1740 年）。她的长子是第二代埃格蒙伯爵查尔斯·温德姆(1710–1763)，他继承了珀西一半的大庄园，包括佩特沃斯庄园和埃格蒙城堡。
- 安妮西摩夫人（1709 年 - 1722 年 11 月 27 日）英年早逝。
- 弗朗西斯·西摩夫人未婚而死。

## 政治影响

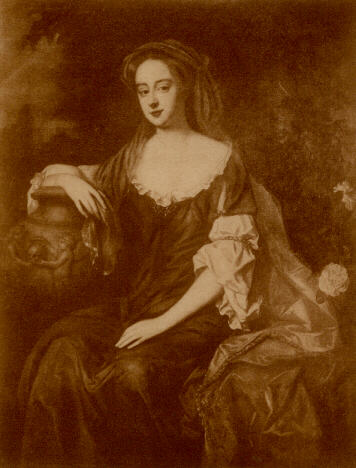
伊丽莎白·西摩，约 1710 年

公爵和公爵夫人是安妮女王最老的朋友之一。 1692 年，在跟威廉三世和玛丽发生激烈争吵后，她来到西昂宫与他们同住。 作为国家的高级贵族，伊丽莎白在 1694 年取代安妮成为玛丽葬礼的主要哀悼者（安妮因为怀孕、流产使无法参加）。 她曾担任宫廷侍从官
和卧房的第一夫人。 
和他之前的马尔伯勒一样，萨默塞特利用妻子作为皇室红颜知己的地位来推进自己的事业。他们两人都成为了暴力口头攻击的目标，尤其是乔纳森·斯威夫特，他希望通过阿比盖尔·马沙姆夫人影响女王，而阿比盖尔·马沙姆夫人是伊丽莎白在红颜知己职位上的明显竞争对手。显然违背了马沙姆的意愿，他发表了一篇严厉的谩骂，温莎预言，反对公爵夫人，其中她的角色被嘲笑为“胡萝卜”（一个常见的绰号，源于公爵夫人的红头发）。斯威夫特明确指责公爵夫人密谋谋杀她的第二任丈夫，并疯狂地暗示她可能会毒死女王，“有人告诉我，他们年轻时杀人，年老时下毒”。 
女王被激怒了。从那时起，她拒绝考虑斯威夫特晋升为主教：甚至他被任命为都柏林圣帕特里克大教堂的院长，也是违背她强烈表达的意愿（她无权否决）。她力排众议，坚持要将公爵夫人留在家里。公爵的骄傲和傲慢最终耗尽了女王的耐心，他于 1712 年初被免职。女王的医生大卫·汉密尔顿爵士建议她让公爵夫人继续为她服务“为了她自己的安静”，女王同意了。公爵夫人从 1711 年到 1714 年担任安妮的侍从，一直为女王服务直到安妮生命的尽头，此时达特茅斯勋爵将她描述为“最受宠爱的人”。

## 公众形象

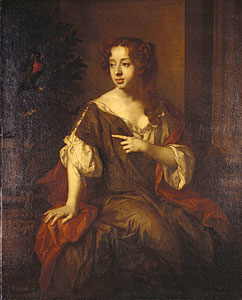
彼得·莱利画的伊丽莎白·西摩

伊丽莎白对女王的影响，以及她丰富多彩的过去，使她树敌众多。和她的第三任丈夫一样，她似乎一直很自豪，尽管达特茅斯勋爵称她为“英格兰最有教养和最优秀的人”。 据说，她在与女王打交道方面表现出很高的技巧，这是她的秘密，从不强迫女王为她做任何事情，这与阿比盖尔马沙姆形成鲜明对比，阿比盖尔马沙姆总是寻求帮助。她以精明的宫廷生活观察者和臭名昭著的流言蜚语着称。就连喜欢她的女王也称她为“英格兰最善于观察、爱打听的女士之一”。 

## 死亡
1722年11月23日至24日，萨默塞特公爵夫人、英国女王安妮的侍从伊丽莎白·西摩死于乳腺癌，享年55岁

## 屋苑和住宅
伊丽莎白·珀西夫人为她的丈夫带来了巨大的财产，此外还有她的住所：伦敦的阿尼克城堡、佩特沃斯庄园、赛恩庄园和诺森伯兰庄园。